# Chesapeake Bay retriever
A chesapeake bay retriever egy amerikai kutyafajta.

## Történet
Kialakulása az 1800-as évekre tehető. 1807-ben Maryland partjainál zátonyra futott egy hajó, amelyből kimentettek két kutyakölyköt. A két állat később nagyon tehetségesnek bizonyult a vadkacsák apportírozásában. Az elbeszélések szerint belőlük indult meg a fajta kialakítása. A tenyésztésbe bevontak sima és göndör szőrű retrievereket, valamint vidravadász kopókat is.

## Külleme
Marmagassága 53−66 centiméter, tömege 25−37 kilogramm. Széles koponyájának, ék alakú homlokának és erős állkapcsának köszönhetően kitűnően alkalmazható nagyobb madarak apportírozására. Tömött, jellegzetes szagú, olajos bundája hatékony védelmet nyújt a jeges vízben is. Lábujjai között hártya feszül, ami segíti az úszásban. Neve származási helyére, az amerikai Chesapeake-öbölre utal.

## Jelleme
Természete fáradhatatlan és értelmes. 

## Képgaléria

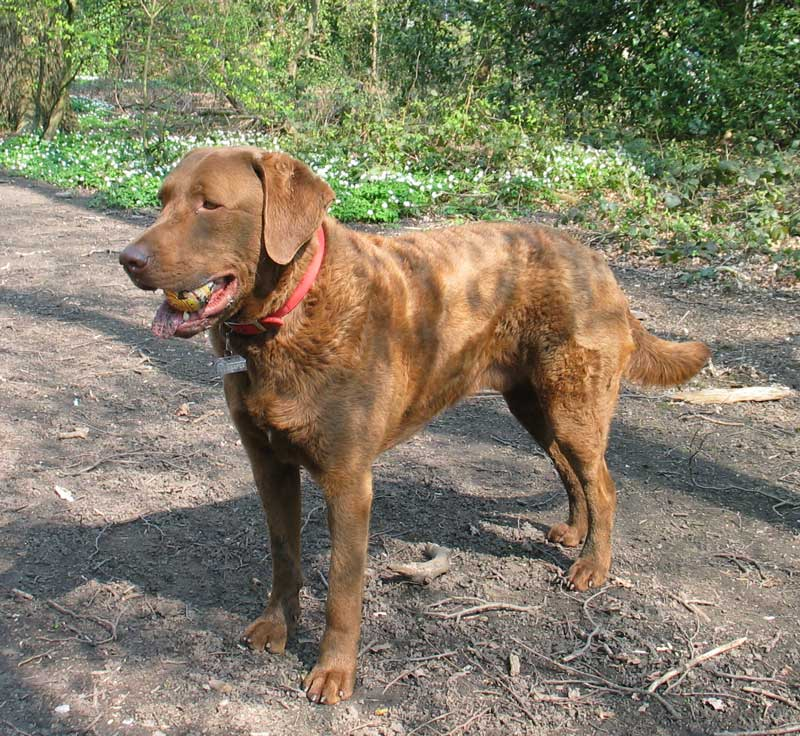
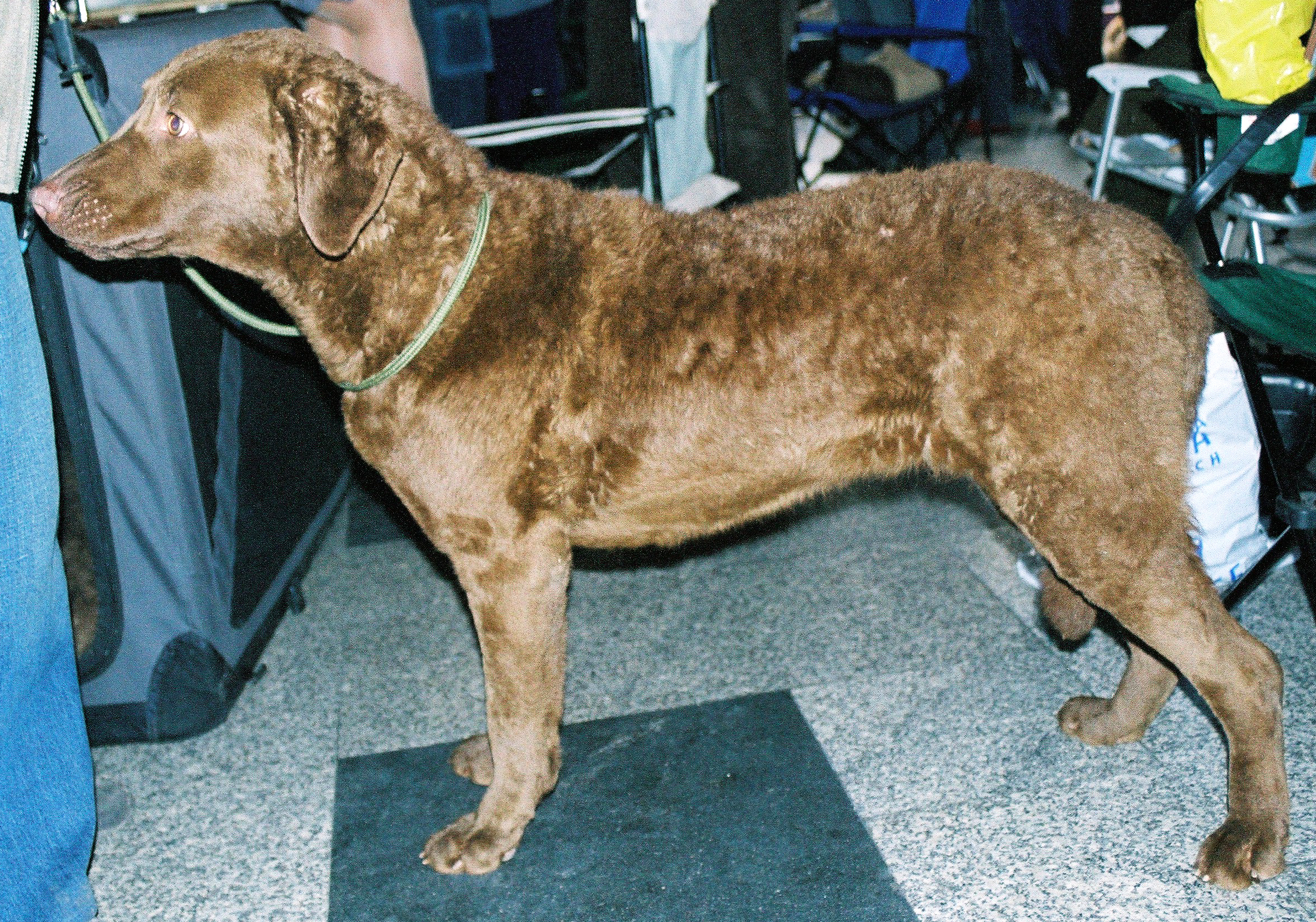
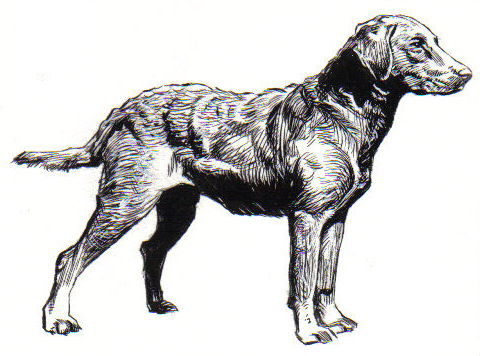